# Гаджі
Гаджі, Ґаджі (італ. Gaggi, сиц. Caggi) — муніципалітет в Італії, у регіоні Сицилія,  метрополійне місто Мессіна.
Гаджі розташоване на відстані близько 510 км на південний схід від Рима, 170 км на схід від Палермо, 50 км на південний захід від Мессіни.
Населення — 3174 особи (2014).
Щорічний фестиваль відбувається 20 січня. Покровитель — San Sebastiano.

## Демографія
Населення за роками:

Станом на 1 січня 2023 року в муніципалітеті офіційно проживали 153 іноземці з 31 країни, серед них 83 громадяни країн Євросоюзу та 4 громадяни України.

## Сусідні муніципалітети
- Кастельмола
- Кастільйоне-ді-Сицилія
- Граніті
- Монджуффі-Мелія
- Таорміна